# Монгольские вторжения в Венгрию
Монгольские вторжения в Венгрию — вторжения монголов в Венгерское королевство, происходившие в XIII веке.

## Первое вторжение (1241—1242)
Первое вторжение было частью Западного похода монголов. Занимающая территорию Венгрии Среднедунайская низменность является органичным продолжением южнорусских степей и ещё задолго до монголов привлекала внимание различных кочевых народов (гунны, авары, венгры), основное хозяйство которых было скотоводство. Именно в этот регион (огибая Карпаты через Валахию или форсируя их через различные горные перевалы) и был направлен основной удар монгольских войск.
Примечательно в свете отношений князя Даниила Галицкого с венгерским королём Белой IV выглядит совет взятого в плен монголами киевского тысяцкого Дмитра Батыю:
Не задерживайся в земле этой долго, время тебе на угров уже идти. Если же медлить будешь, земля та сильная, соберутся на тебя и не пустят тебя в землю свою». Про то говорил ему, поскольку видел землю Русскую, гибнущую от нечестивого.
Планы покорения Венгерского королевства существовали у Батыя с самого начала западного похода. Ещё во время кампании 1236 года он направил Беле IV послание, в котором предлагал королю покориться и сетовал что вынужден уже «в тридцатый раз» отправлять к нему послов и до сих пор не получил ответа. В том же письме Батый предлагал Беле IV изгнать со своих земель разбитых монголами половцев, которых король незадолго перед этим принял под своё покровительство. Поскольку оба эти предложения были также проигнорированы, война с Венгрией стала неизбежной.
Оперативный план Субедэя предполагал вторжение на территорию Венгрии с нескольких направлений, чтобы, по всей видимости, заставить противника максимально раздробить свои силы и тем самым дать возможность разбить их по частям:
- Немногочисленный отряд Батыя прошёл через так называемые «Русские ворота» (Верецкий перевал в Карпатах).
- Корпус Кадана и Бури[2] следовал через Молдавию, перейдя Карпаты через Родну и Трансильванию, разорив венгерские города Бистрицу, Орадю и Темешвар.
- Отряд Бучека проследовал в Венгрию ещё более южным путём: через Валахию. Выйдя на Среднедунайскую низменность позднее прочих, войска Бучека заняли города южной Венгрии: Арад, Перг и Егрес. Возможно, монголы именно этого отряда упоминаются у французского хрониста Филиппа Муске как потерпевшие поражение от войска «короля влахов» (болгарского царя Ивана Асеня II). Правда, сообщение Муске можно понять и в том ключе, что болгарами были разбиты не монголы, а бежавшие от них половцы: поскольку европейцы того времени, описывая события монгольского нашествия, далеко не всегда правильно различали татар и команов-половцев. При этом достоверно известно как о бегстве половцев в 1241 году в Болгарию, так и об их разгроме болгарами.
- Основные силы монголов под руководством Субэдея начали кампанию с победы над половцами в бассейне реки Сирет (на землях половецкого епископства), после чего проследовали в Венгрию через один из перевалов в восточных Карпатах (возможно, дорогой Кадана через Родну). Об изначальных целях этой группировки данных нет; вероятно, Субэдей планировал использовать эти войска как своеобразный резерв на том направлении, где монголы добьются наибольших успехов или же там, где будут замечены главные силы противника.

Бела IV полагал, что монголы нанесут свой основной удар через так называемые «Русские ворота» (Верецкий перевал) и именно туда заранее отправил с войском палатина Дионисия. Сам же король при этом продолжал собирать свои войска под Пештом. Конфликт с баронами помешал ему сделать это оперативно, в результате чего палатин Дионисий не смог вовремя получить помощь и 12 марта 1241 года был разбит войсками Батыя. Эта победа позволила Батыю примерно на две недели раньше прочих корпусов выйти на Паннонскую равнину и уже 15 марта передовые монгольские отряды под руководством Шибана вышли к Пешту, установив таким образом контакт с главными силами венгров. Разбив свой лагерь примерно в 20 км от королевского войска, Батый смог держать противника в постоянном напряжении. Тем временем отдельные отряды его корпуса грабили окрестности и мешали отдельным венгерским соединениям пробиться к главной армии: 17 марта пал Вац, около этого же времени монголы взяли Эгер и разбили отряд варадинского епископа.
В венгерском лагере мнения разделились: сам король со своими приближёнными был сторонником выжидательной тактики, в то время как другие, во главе с колочским архиепископом Хугрином, выступали за более активные действия против монголов. Помимо соображений престижа, не последнюю роль в принятии решения сыграло численное преимущество венгров (по донесению Шибана, ещё 15 марта венгров было в два раза больше чем монголов), а также то, что значительная часть корпуса Батыя была укомплектована не вполне надёжными русскими контингентами. Так или иначе, в конце концов, ещё до полного сосредоточения войск, Бела IV принял решение выступить на Батыя.
Такое решение, несмотря на его кажущуюся ожидаемость, застало монголов врасплох. Не имея возможности в одиночку противостоять объединённой венгеро-хорватской армии, едва ли не впервые за всё время западного похода Батый был вынужден уклониться от сражения и начать отвод своих войск от Пешта. Неспешное отступление продолжалось несколько дней, и за это время оба войска успели проделать более половины пути до Карпат. Вероятно, именно в это время к корпусу Батыя успели присоединиться главные силы под предводительством Субедэя, после чего монголы почувствовали себя достаточно сильными, чтобы принять генеральное сражение. Битва состоялась 11 апреля у реки Шайо и закончилась сокрушительным поражением войск Белы IV.

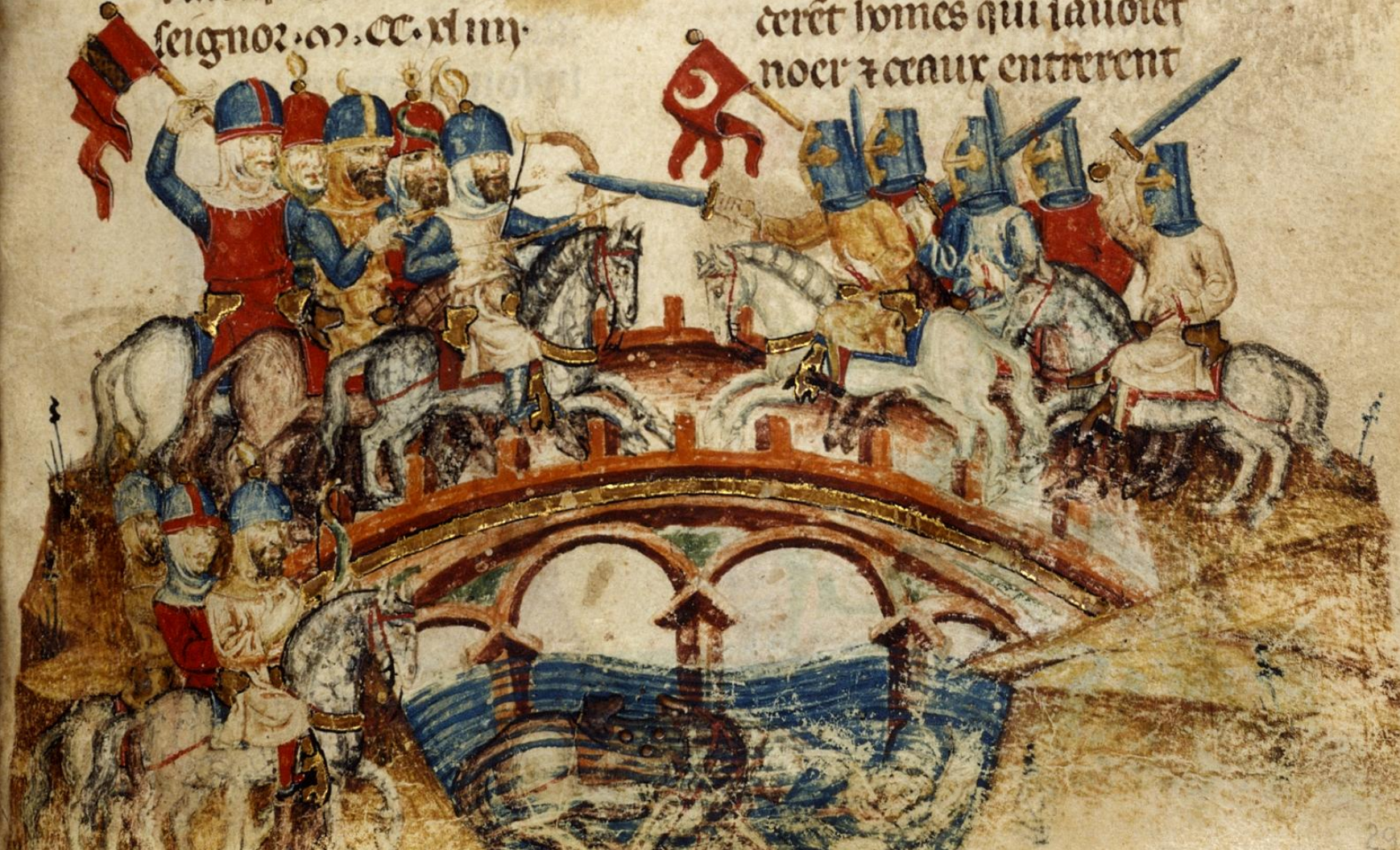
Битва на реке Шайо. Миниатюра XIII века

В результате, разбитый король венгров бежал под защиту австрийского герцога Фридриха II, а под властью монголов оказалась вся задунайская часть Венгерского королевства. Закончив преследование венгров в Пеште, монголы приступили к организации временной администрации на завоёванной территории: все земли были разделены на округа, во главе которых стали чиновники, по своим функциям близкие к французским бальи.
Бедственное положение Венгрии побудило императора Священной Римской империи Фридриха II Гогенштауфена (ещё в 1239 году отлучённого папой Григорием IX от церкви) 20 июня 1241 года в своей энциклике обратиться к христианским правителям Европы и к своим подданным:
Время пробудиться от сна, открыть глаза духовные и телесные. Уже секира лежит при дереве, и по всему свету разносится весть о враге, который грозит гибелью целому христианству. Уже давно мы слышали о нём, но считали опасность отдалённою, когда между ним и нами находилось столько храбрых народов и князей. Но теперь, когда одни из этих князей погибли, а другие обращены в рабство, теперь пришла наша очередь стать оплотом христианству против свирепого неприятеля.

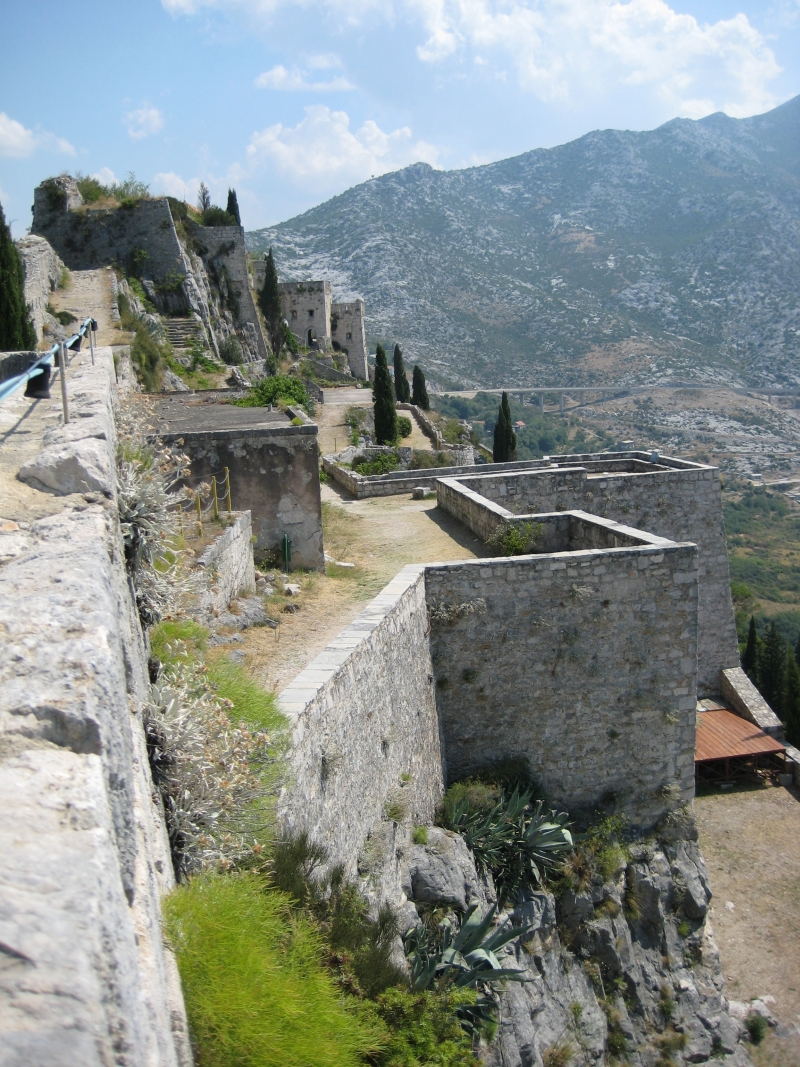
Крепость Клис, пережившая монгольскую осаду в 1242 году

В течение лета-осени 1241 года монголы предпринимали неоднократные попытки занять плацдармы на южном берегу Дуная и перенести военные действия на земли Священной Римской империи, но, как правило, терпели неудачу. Один из отрядов монголов (вероятно, это был отходивший из Польши корпус Байдара и Орду) вышел к Нойштадту (8 миль от Вены), однако, столкнувшись с объединённым чешско-австрийским войском, отступил за Дунай. Также есть сведения о поражении монголов от войск баварского герцога, а также от германского короля Конрада IV.
В свою очередь немцы, изначально собираясь выступить против монголов в первых числах июля 1241 года, сначала перенесли дату общего наступления на несколько недель, а потом и вовсе отказались от каких-либо активных действий. Это может объясняться стратегическим союзом императора с монголами против гвельфов, и тем, что император провёл поход на Рим во время нахождения монголов на границах южной Германии. Установившееся равновесие сохранялось до декабря 1241 года.
Новое наступление было предпринято монголами почти через полгода. С наступлением заморозков, войска Батыя, переправившись через замёрзший Дунай, приступили к осаде Буды, Фехервара, Эстергома, Нитры, Братиславы и ряда других венгерских городов. В этом районе действовали основные силы монголов под руководством Батыя. Корпус Кадана вновь отделился от Батыя, и во второй половине января 1242 года устремился в Хорватию, имея главной целью преследование и нейтрализацию Белы IV. Кадан разорил Хорватию (был сожжён Загреб). После бегства Белы IV в Далмацию, монголы под командованием Кадана вышли в марте 1242 года к крепости Клис, и не сумев её взять, двинулись дальше: в Сербию и Болгарию, где встретились с отошедшими из Венгрии и Моравии отрядами Батыя. Есть сведения о столкновении монголов с войсками Латинской империи.
Монголы назначили в Венгрии баскака. Чеканка монет там стала производиться от имени великого хана. В целом, монголы установили полный контроль над Венгрией, хотя и не смогли взять несколько крепостей. Поэтому последующие короли приступили к усиленному строительству новых фортификационных сооружений.

## Поздние вторжения (1280-е)
В феврале 1285 года Ногай вместе с Тула-Бугой и половцами (куманами) вторгся в Венгрию. Это было так называемое Второе монгольское вторжение. Монголы разделились на две части. Корпус под руководством Ногая напал и разграбил города Регин , Брашов и Бистрица. Произведя разрушения в Трансильвании, он пошёл на Пешт. Вторая часть монголов под предводительством Тула-Буги напала на север Венгрии, но продвижение было сильно замедлено из-за больших снегов в Карпатах. Армия короля Ласло IV разбила их под Пештом, а затем погнала в проход Восточных Карпат, где они попали в засаду и были атакованы секкеями во время отступления. Множество монголов было убито. Корпус Ногая также терпел серьёзные потери от местных войск (саксов и влахов) и был вынужден уйти из-за угрозы подхода свежих сил после разгрома корпуса Тула-Буги. Из-за постоянных преследований и проигранных битв монголы были вынуждены оставить бо́льшую часть добычи. С их точки зрения кампания была провальной.
Результат компании резко контрастировал по сравнению с вторжением 1241 года, главным образом из-за реформ Белы IV, включавших в себя широкое строительство каменных замков и укрепление крупных городов, вокруг которых были возведены каменные стены, как ответ на поражение Венгерского королевства в 1241 году. Провалившаяся монгольская атака на Венгрию значительно уменьшила военную мощь Золотой Орды и заставила её прекратить оспаривать венгерские границы.